# Kim Young-uk
Đây là một tên người Triều Tiên, họ là Kim.
Kim Young-uk (sinh ngày 29 tháng 4 năm 1991) là một cầu thủ bóng đá Hàn Quốc thi đấu cho Jeonnam Dragons.